# Elena Boledovičová
Elena Boledovičová (født 9. maj 1953 i Bratislava) er en tidligere tjekkoslovakisk/slovakisk håndboldspiller som deltog under Sommer-OL 1980.
I 1980 var hun en del af de tjekkoslovakiske hold som deltog under Sommer-OL 1980. Hun spillede i alle fem kampe og scorede ét mål.